# (677) Aaltje
(677) Aaltje es un asteroide perteneciente al cinturón de asteroides descubierto el 18 de enero de 1909 por August Kopff desde el observatorio de Heidelberg-Königstuhl, Alemania.
Está nombrado en honor de la soprano danesa Aaltje Noordewier-Reddingius (1868-1949).